# Androuchivka
Androuchivka (en ukrainien : Андрушівка) ou Androuchevka (en russe : Андрушевка) est une ville de l'oblast de Jytomyr, en Ukraine. Sa population s'élevait à 8 458 habitants en 2021.

## Géographie
Androuchivka est arrosée par la rivière Houyva (en ukrainien : Гуйва), un affluent de la Teteriv, et se trouve à 34 km au nord-est de Berdytchiv et à 36 km — 43 km par la route — au sud-est de Jytomyr.

## Histoire
Androuchivka a été fondée en 1683 et a le statut de ville depuis 1975.
La communauté juive de la ville représentait 10 % de la population totale en 1939. Pendant la Seconde Guerre mondiale, la ville fut occupée par l'Allemagne nazie du 10 juillet 1941 au 27 décembre 1943. Deux cent cinquante juifs furent exécutés dans la forêt aux abords de la ville le 19 août dans le cadre de la Shoah par balles. Les juifs étaient enfermés dans un ghetto gardé par des policiers locaux jusqu'en mai 1942. À partir de cette date, plus de 220 juifs furent à leur tour assassinés près de l'hôpital de la ville et les autres déportés au camp de Berdytchiv.

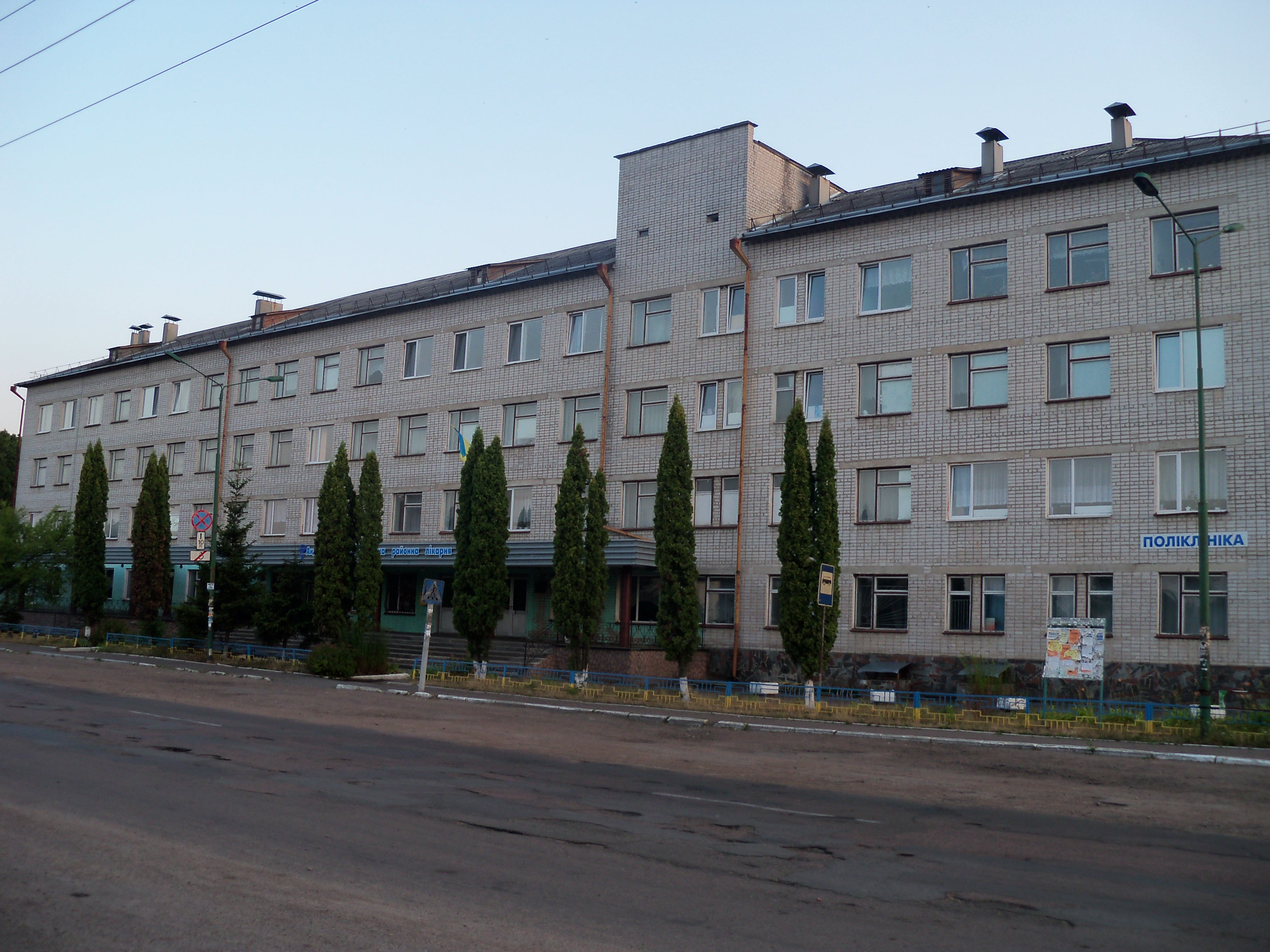
L'hôpital.

En 2001 fut ouvert l'Observatoire astronomique d'Androuchivka.

## Lieux de mémoire

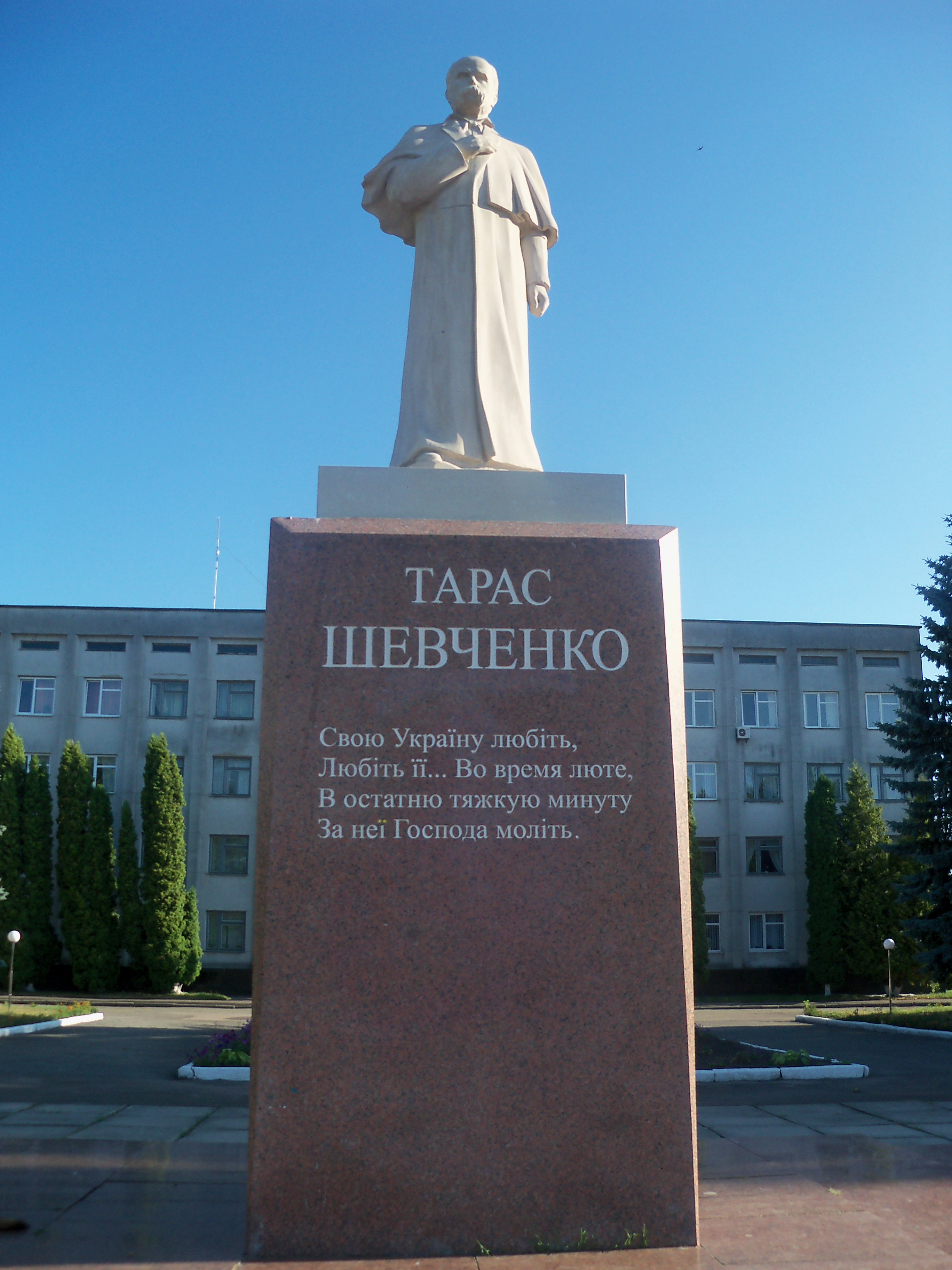
Statue de Taras Chevtchenko.
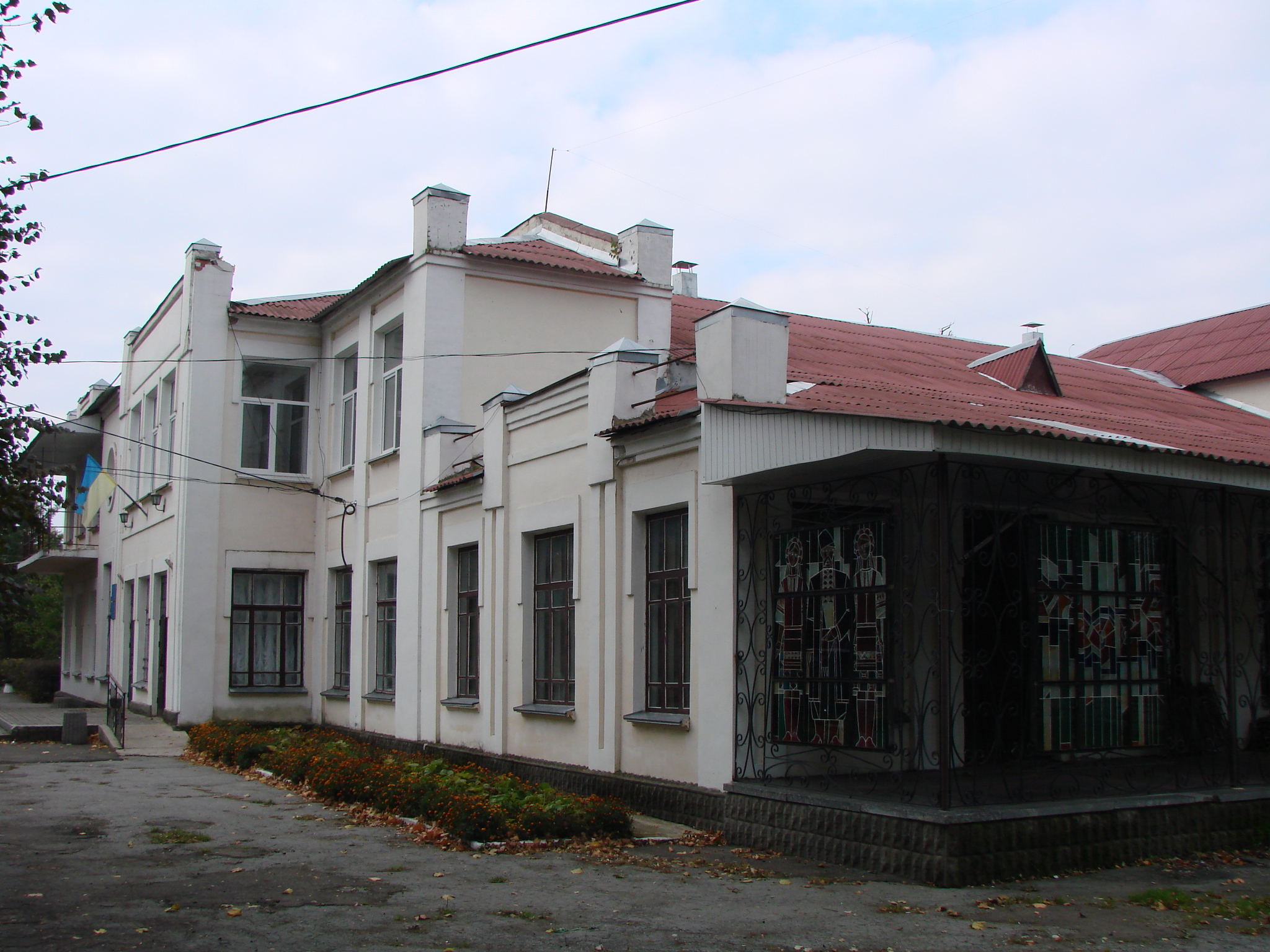
Maison de la culture, classée
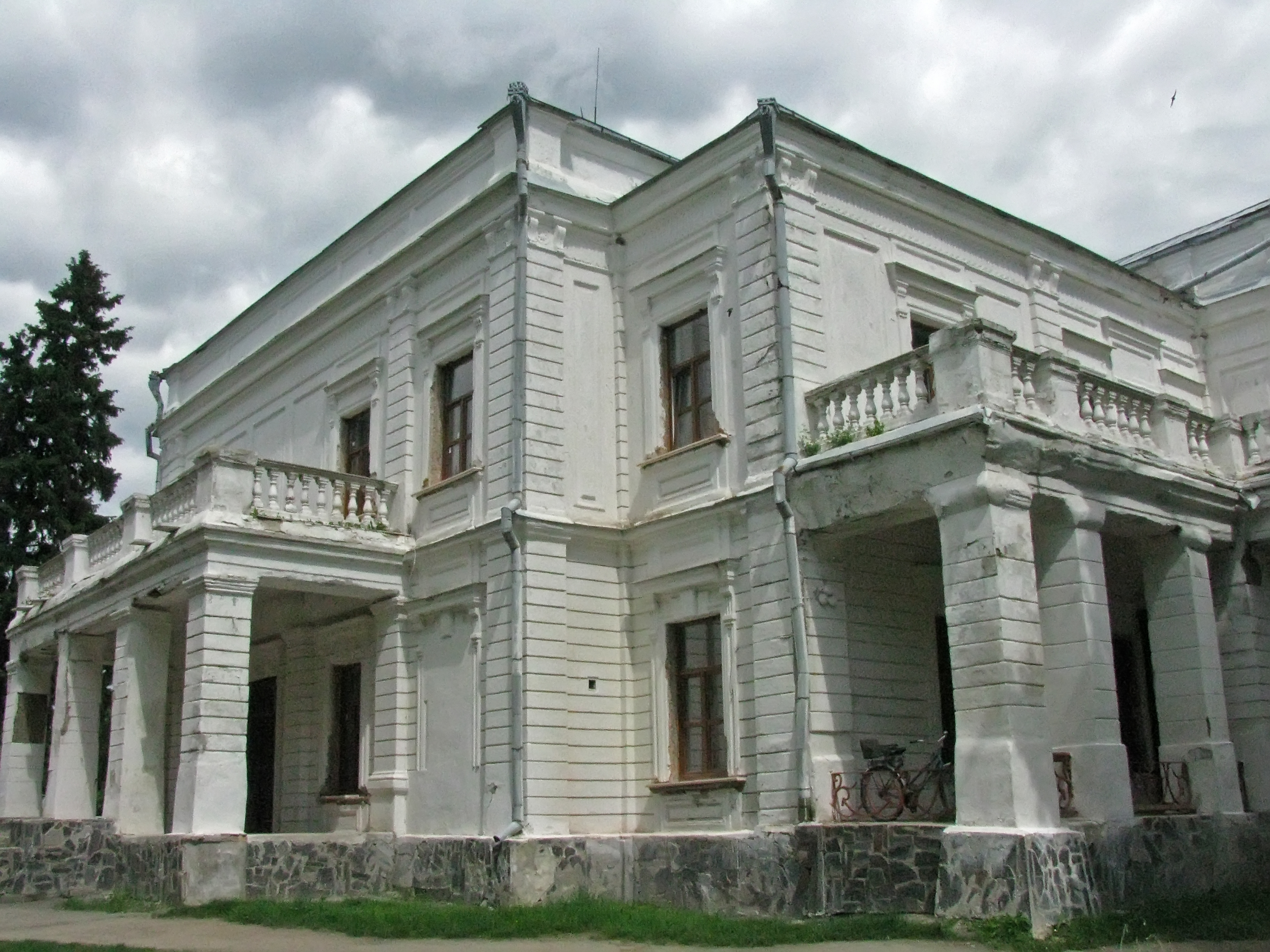
Dans le parc, classé
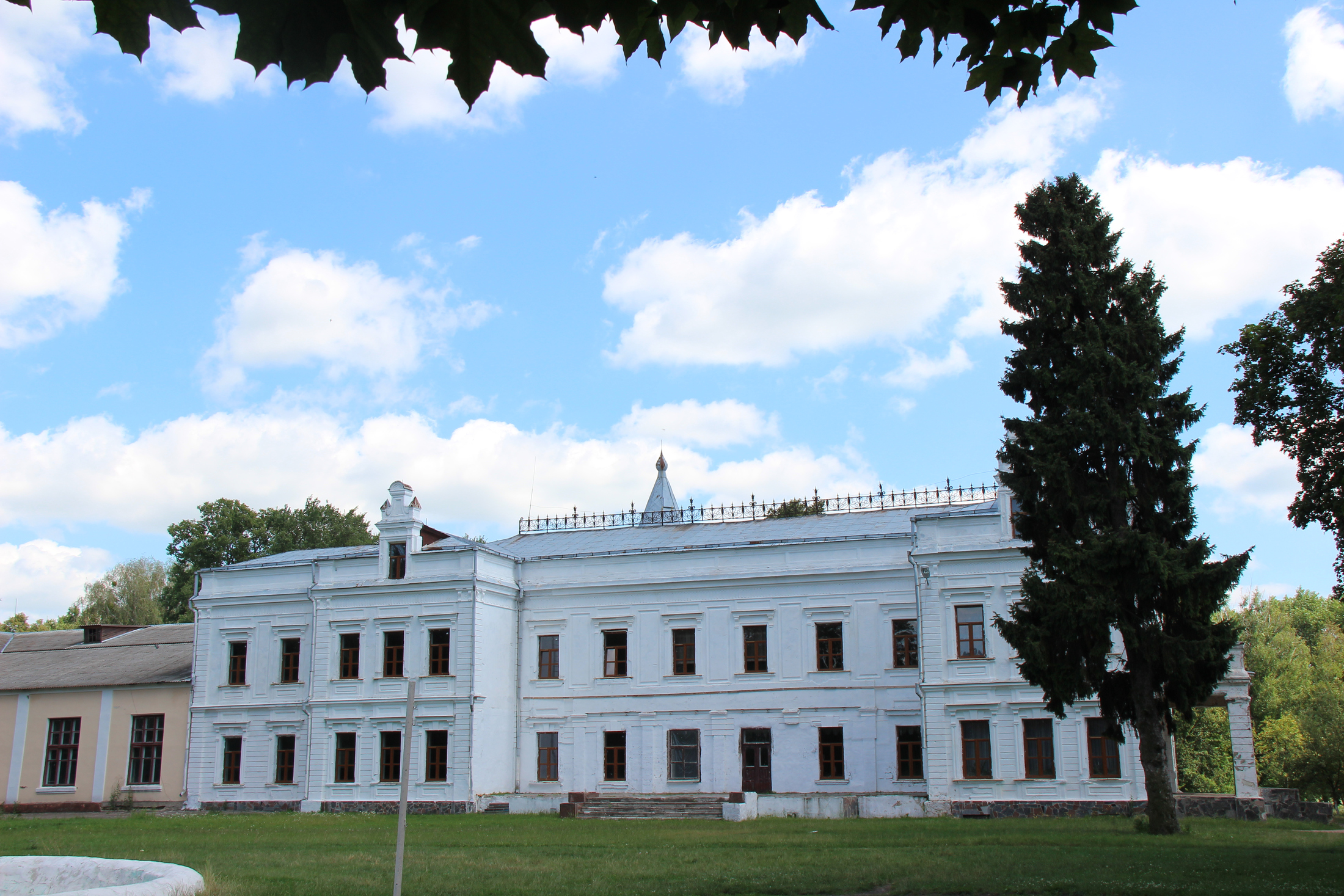
Palais Terechenko, classée[4] et
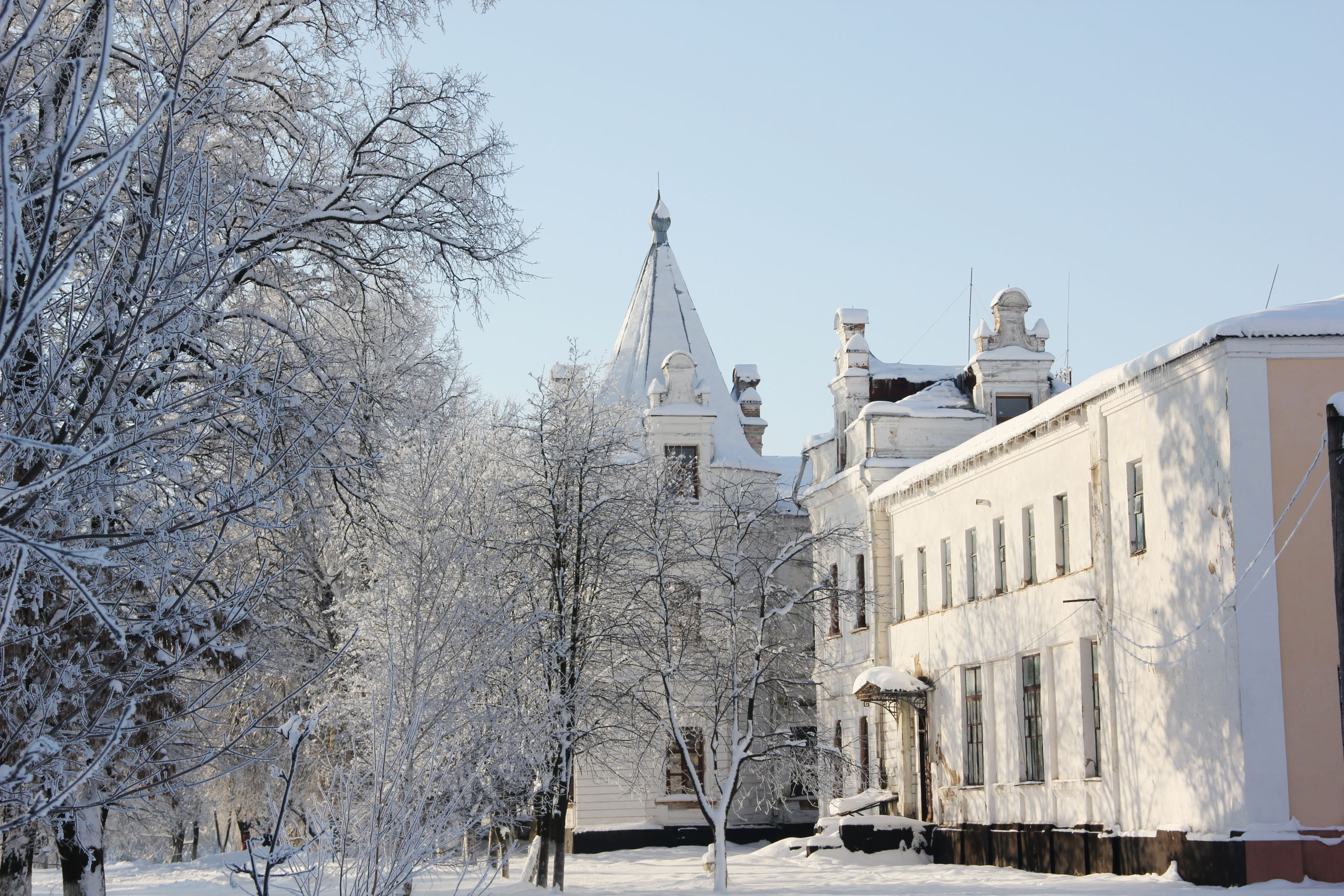
classée[5] et
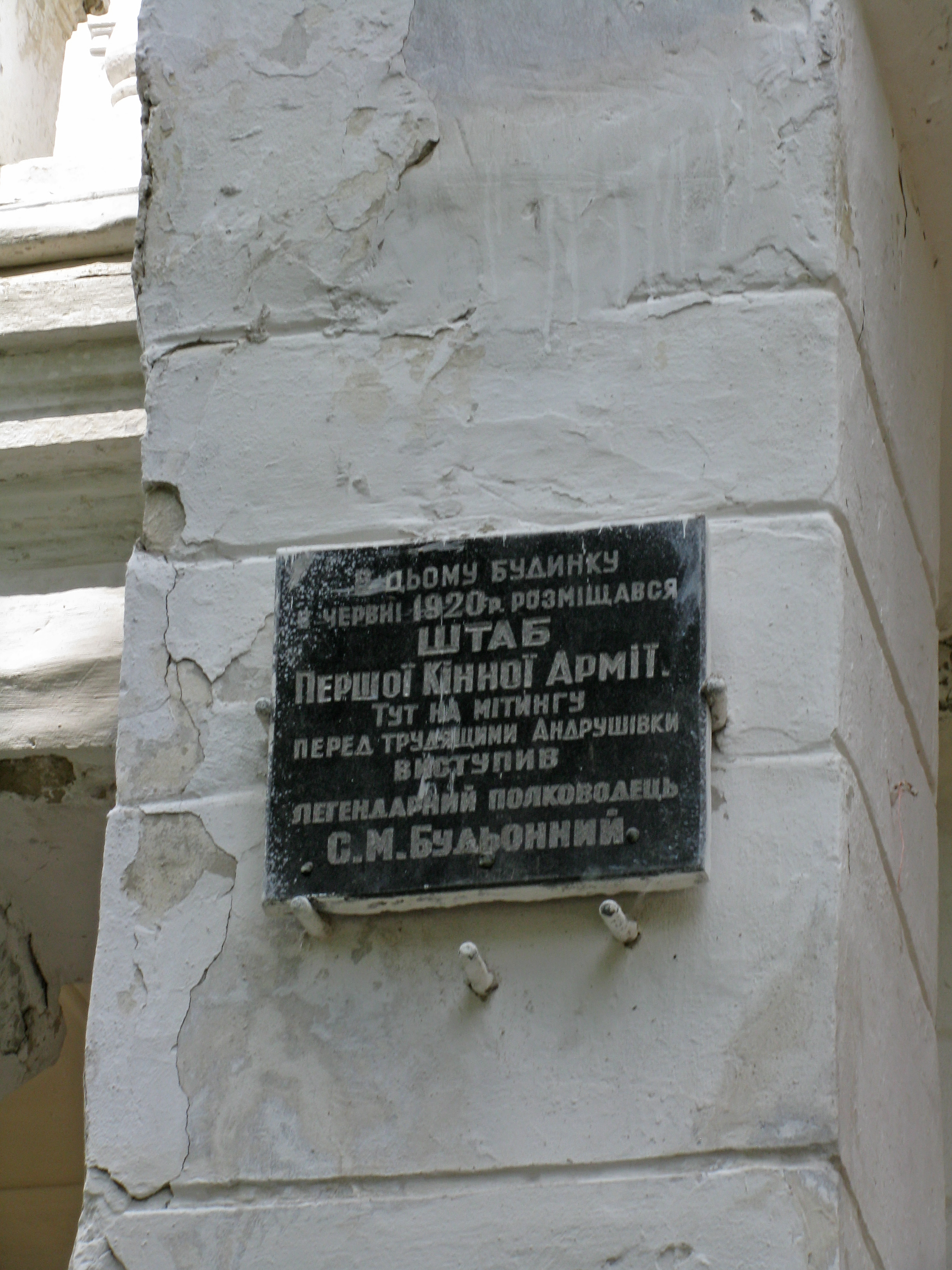
la plaque au 1e régiment de cavalerie socialiste classée[6].

## Population
Recensements (*) ou estimations de la population :
| 1899  | 1939* | 1941  | 1959* | 1970*  | 1979*  | 1989*  |
| ----- | ----- | ----- | ----- | ------ | ------ | ------ |
| 2 180 | 6 400 | 5 243 | 9 052 | 10 000 | 12 235 | 12 830 |

| 2001* | 2012  | 2013  | 2014  | 2015  | 2016  | 2017  |
| ----- | ----- | ----- | ----- | ----- | ----- | ----- |
| 9 890 | 9 087 | 9 038 | 8 951 | 8 929 | 8 829 | 8 701 |

| 2021  | - | - | - | - | - | - |
| ----- | - | - | - | - | - | - |
| 8 458 | - | - | - | - | - | - |